# Mestizo (álbum)
Mestizo es el séptimo álbum de estudio del grupo español de rock Revólver, publicado por Warner Music en octubre de 2004. Al igual que 8:30 a.m., el disco fue producido nuevamente por el propio Carlos Goñi, y supone uno de sus trabajos más eléctricos y con un mayor contenido crítico sobre temas como la televisión, la política, la violencia, el racismo y la inmigración ilegal. A pesar de su escasa promoción mediática, Mestizo fue el primer disco de Revólver nominado a un Grammy Latino y alcanzó el puesto siete en la lista de discos más vendidos de España.

## Historia
Tras la gira de promoción de 8:30 a.m., Carlos Goñi celebró el vigésimo aniversario de la formación de Revólver con la reedición de sus cinco primeros trabajos de estudio y la publicación de un Grandes éxitos, para el cual grabó dos temas inéditos: «Ese viejo rock 'n roll», una adaptación al español del tema de Bob Seger «Old Time Rock 'n Roll», y una versión del tema de José Feliciano «Qué será». En ambas canciones, Goñi incorporó un sonido más roquero en comparación con su anterior trabajo, 8: 30 a.m., que encontró también cabida en Mestizo.
Grabado y mezclado en apenas dos meses en los estudios Mojave de La Eliana, Mestizo incluyó canciones basadas en una estructura de guitarra eléctrica, bajo y batería, tocados respectivamente por Goñi y Ángel Celada, con un uso minoritario de los teclados, lo que otorgó al álbum un sonido más roquero y potente emparentado con Lou Reed, Deep Purple o Dick Wagner. Ligado al sonido, gran parte de las canciones incluyeron mensajes críticos contra aspectos como la telebasura en «Planeta Prozac», el racismo en «Mestizo», la vida en la ciudad en «Lecho de rosas» y el desastre del Prestige en «Olas muertas».
El propio Goñi comentó sobre el título del álbum: «El racismo sigue siendo una cuestión preocupante y no podemos bajar la guardia al respecto. Desde el momento en que todos somos hijos de un hombre y una mujer ya somos mestizos: es una condición innata al ser humano. La mezcla humana y cultural es algo natural, buena y necesaria». Su creciente interés en el mestizaje y en la igualdad entre credos y religiones se afianzó especialmente con la publicación de Argán seis años más tarde, en el cual incluyó sonidos árabes. Por otra parte, su aversión a la telebasura quedó reflejada en los créditos del disco, donde incluyó una sección de desagradecimientos en la cual citó a la televisión «por pensar que somos imbéciles y además intentar convertirnos en ello».

## Recepción
Tras su publicación, Mestizo obtuvo buenas críticas de la prensa nacional en general. Hugo Fernández escribió en La higuera sobre el álbum: «El disco, en general, tiene bastante fuerza musical, con unas guitarras poderosas, y temas en general largos: hay varios que superan los cinco minutos e incluso se acercan a los seis». En contraposición, la web Mundopop definió el álbum como «monótono».
En el plano comercial, Mestizo debutó en el puesto siete en la lista de discos más vendidos de España, elaborada por Promusicae, y se mantuvo en lista durante siete semanas. Además, supuso el primer álbum de Goñi en ser nominado a un Grammy Latino en la categoría de mejor álbum de rock vocal en la sexta gala de los premios.
Tras la publicación de Mestizo, Goñi emprendió una nueva gira de promoción que comenzó en Fuerteventura el 23 de octubre.

## Lista de canciones
Todas las canciones escritas y compuestas por Carlos Goñi. 
| N.º | Título                           | Duración |  |
| 1.  | «Mestizo»                        | 4:37     |  |
| 2.  | «5 estrellas»                    | 3:04     |  |
| 3.  | «Lecho de rosas»                 | 4:23     |  |
| 4.  | «Es mejor caminar»               | 4:00     |  |
| 5.  | «Más por ellos que por mí»       | 5:05     |  |
| 6.  | «Dime como lo hago yo»           | 4:22     |  |
| 7.  | «Dame»                           | 4:16     |  |
| 8.  | «Planeta Prozac»                 | 4:15     |  |
| 9.  | «El camino»                      | 5:53     |  |
| 10. | «Quién está más vivo de los dos» | 4:44     |  |
| 11. | «El boulevard de los idiotas»    | 3:52     |  |
| 12. | «Una guerra feliz»               | 5:05     |  |
| 13. | «Olas muertas»                   | 5:57     |  |

## Personal
- Carlos Goñi: guitarra, armónica y voz
- Ángel Celada: batería
- Pau Chafer: órgano, piano y coros
- Sarah Rope: coros
- Pepe Canto: percusión

## Posición en listas
| País   | Semanas | Semanas | Semanas | Semanas | Semanas | Semanas | Semanas |
| País   | 1       | 2       | 3       | 4       | 5       | 6       | 7       |
| ------ | ------- | ------- | ------- | ------- | ------- | ------- | ------- |
| España | 7       | 19      | 30      | 45      | 70      | 90      | 94      |